# Maclean's
Maclean's es una revista de noticias canadiense, fundada en 1905. Sus temáticas incluyen política, cultura popular y eventos de actualidad. Su fundador, el editor John Bayne Maclean, creó la revista para aportar una perspectiva exclusivamente canadiense sobre los eventos mundiales y «para entretener, pero también inspirar a los lectores». Rogers Media, luego de adquirir la empresa Maclean-Hunter Publishing, empezó a publicar la revista en 1994; en septiembre de 2016 anunció que Maclean's se editaría en forma mensual a partir de enero de 2017, aunque tendría frecuencia semanal en la app Texture. En 2019 St. Joseph Communications compró el medio.

## Historia
Al principio, Maclean's se llamaba The Business Magazine. Fue fundada en octubre de 1905 por el editor y empresario John Bayne Maclean, entonces de 43 años. Su idea era que la revista «no solamente entretuviera, sino que inspirara a sus lectores». En diciembre de ese año le cambió el nombre a The Busy Man's Magazine y comenzó a aportar una «perspectiva exclusivamente canadiense» en temas variados, como inmigración, seguridad nacional, la vida hogareña, el voto femenino y también la ficción. Su editor volvió a renombrar la revista tomando su apellido en 1911, dado que se había vuelto más de interés general que de negocios.
En 1914, Maclean contrató a Thomas B. Costain como editor. Él alentó las expresiones artísticas y publicó obras de Robert William Service, Lucy Maud Montgomery, Herbert Joseph (Hopkins) Moorhouse y O. Henry, además de comentarios de Stephen Leacock e ilustraciones de Charles William Jefferys y de algunos miembros del Grupo de los siete, como Alfred Joseph Casson, Arthur Lismer y James Edward Hervey MacDonald.
En 1919, la revista pasó de tener una frecuencia mensual a quincenal, y realizó una investigación sobre el narcotráfico, elaborada por Emily Murphy. En 1925, la circulación de la revista era de 82 013 copias.